# Гаскуенья-де-Борнова
Гаскуенья-де-Борнова (ісп. Gascueña de Bornova) — муніципалітет в Іспанії, у складі автономної спільноти Кастилія-Ла-Манча, у провінції Гвадалахара. Населення — 69 осіб (2010).
Муніципалітет розташований на відстані близько 100 км на північний схід від Мадрида, 60 км на північ від Гвадалахари.

## Демографія
Динаміка населення (INE ):